# Filke (Willmars)
Filke war eine Gemeinde im Landkreis Mellrichstadt (Unterfranken, Bayern) und ist eine Gemarkung im Landkreis Rhön-Grabfeld.

## Gemarkung
Die Gemarkung Filke hat eine Fläche von 2,411 km². Sie ist in 362 Flurstücke aufgeteilt, die eine durchschnittliche Flurstücksfläche von 6659,93 m² haben. In ihr liegen die Gemeindeteile Oberfilke und Unterfilke. Am 25. Mai 1987 gab es 165 Einwohner in der Gemarkung, am 30. September 2024 waren es 146 Einwohner.

## Gemeinde
Mit dem Gemeindeedikt (frühes 19. Jahrhundert) entstand die Ruralgemeinde Filke, zu der Ober- und Unterfilke gehörten. Sie unterstand in Verwaltung und Gerichtsbarkeit dem Landgericht Fladungen und nach dessen Auflösung im Jahr 1828 dem Landgericht Mellrichstadt. In der freiwilligen Gerichtsbarkeit unterstanden beide Orte bis 1822 dem Patrimonialgericht Roßrieth. Im Zuge der Gebietsreform wurde die Gemeinde am 1. Juli 1971 nach Willmars eingemeindet.

## Bodendenkmäler
In der Gemarkung Filke gibt es drei Bodendenkmäler:
- Ruine Mauerschädel
- Siedlung vor- und frühgeschichtlicher Zeitstellung
- Archäologische Befunde im Bereich der frühneuzeitlichen evangelisch-lutherischen Pfarrkirche